# Anta de Fonte Coberta
L'Anta de Fonte Coberta est un dolmen situé dans la freguesia de Vila Chã (pt), sur le territoire de la municipalité de Alijó (district de Vila Real, Portugal),. 
Le mot anta est l'équivalent portugais d'« ante » (pilier terminal d'un temple grec ou romain), mais il est aussi employé pour désigner les pierres d'un dolmen ou le dolmen lui-même. Environ 5 000 structures mégalithiques de ce type ont été construites au Néolithique dans l'ouest de la péninsule Ibérique par les successeurs de la culture de la céramique cardiale ou Cardial.
Le mot mamoa (pt) est utilisé dans le nord-ouest de la péninsule Ibérique pour désigner les tumulus funéraires caractéristiques du Néolithique.
Il est classé monument national depuis 1910 .

## Description
Ce monument mégalithique relativement conservé, datant du Néolithique, a été exploré pour la première fois par Henry Botelho à la fin du XIXe siècle. En 1938, le géologue João Manuel Cotelo Neiva a mené des fouilles et des études systématiques du site. Il est probable que la tombe avait déjà été pillée dans l'Antiquité, puisque les fouilles n'ont mis au jour qu'une hache en pierre polie.
La chambre funéraire polygonale avec vestibule a été préservée. Les sept orthostates de soutènement en granite sont en grande partie préservées in situ et soutiennent la dalle de couverture mesurant 3,54 × 2,20 m. Une seule pierre du côté sud de l'ancien passage a pu être fouillée, mais il existe des preuves évidentes d'un tumulus (mámoa en portugais) au-dessus de la tombe. Les chambres funéraires polygonales avec vestibule sont relativement rares dans le nord du Portugal et sont plus fréquemment trouvées plus au sud du pays.
La pierre de couverture est ornée de fossettes et de rainures gravées sur son sommet. Des éléments décoratifs similaires se trouvent également sur deux des pierres de soutènement extérieures de la chambre funéraire (la première pierre à droite et la troisième pierre à gauche) et ont également été retrouvés sur les rochers entourant la tombe. La troisième pierre de soutènement, à gauche, présente encore des traces de peinture rouge sur sa face intérieure, à une hauteur d'environ 1,60 m.

## Galerie

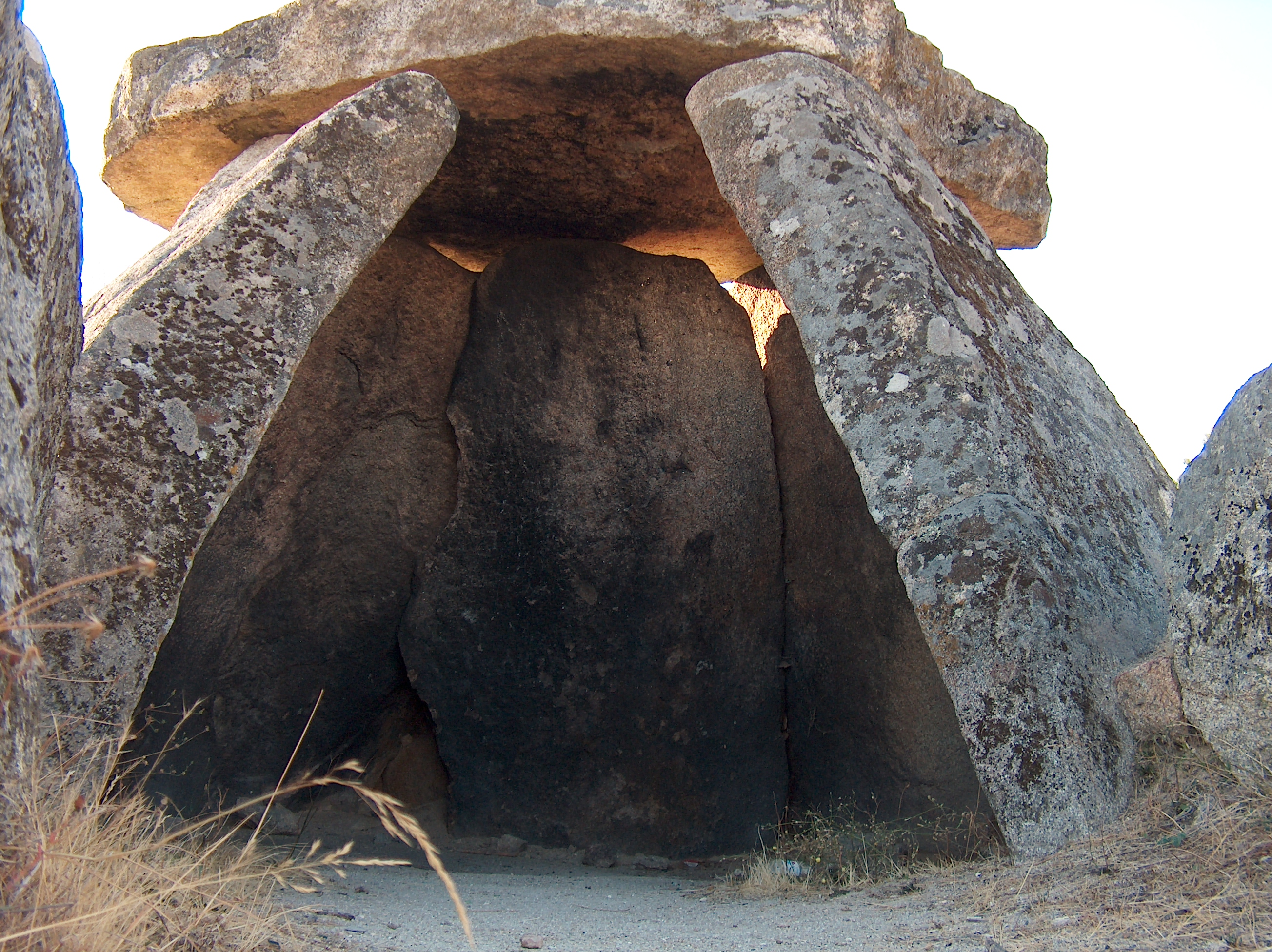
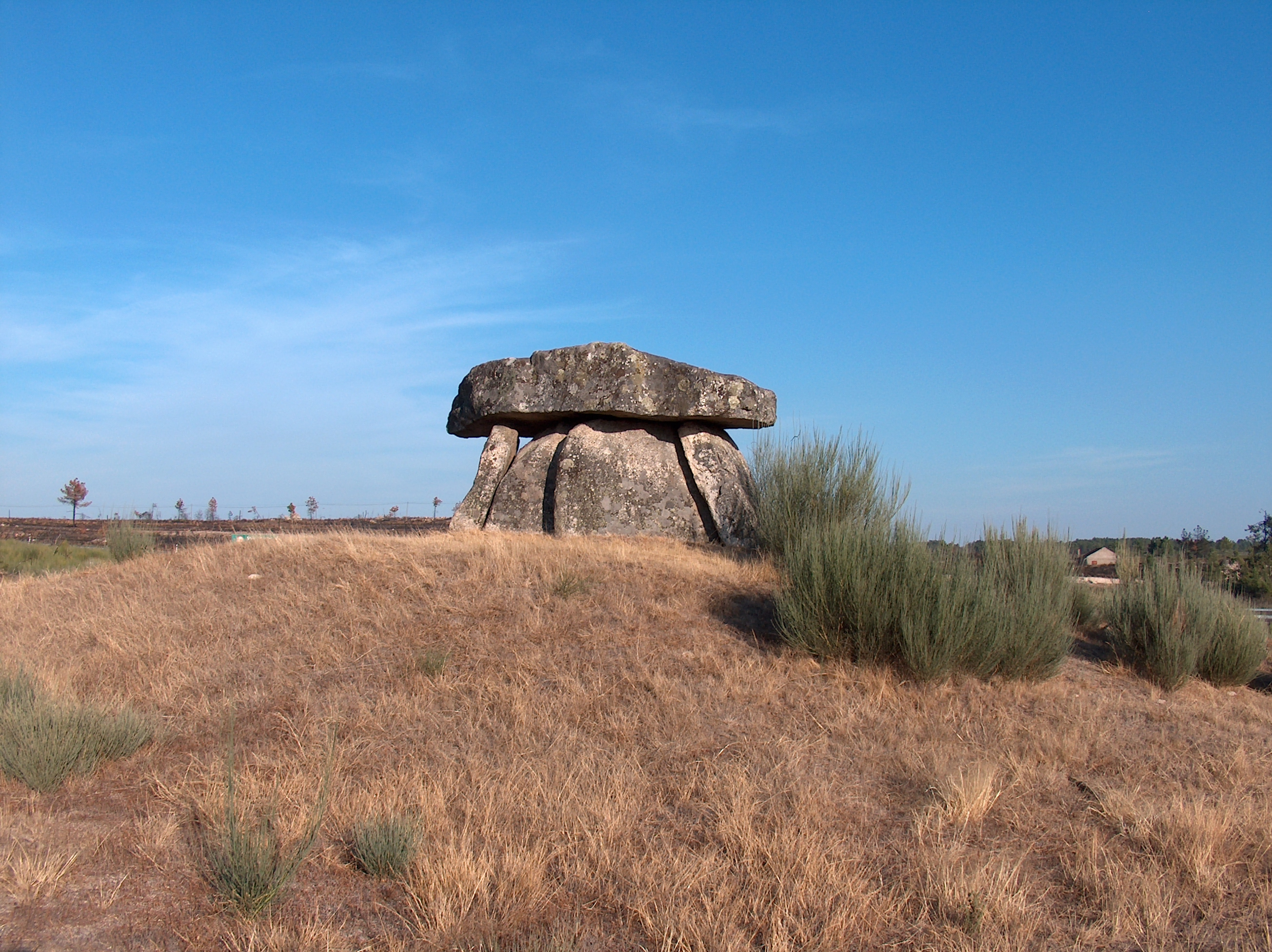